# Benetnasch
Benetnasch o Alkaid (Eta Ursae Majoris / η UMa / 85 Ursae Majoris) es la tercera estrella más brillante de la constelación de la Osa Mayor, detrás de Alioth (ε Ursae Majoris) y Dubhe (α Ursae Majoris). De magnitud aparente +1.85, está situada en la parte más oriental de la constelación, al final de la «cola» de la «osa».

## Nombres
η Ursae Majoris es conocida por distintos nombres. Alkaid, Alcaid o Elkeid proceden del árabe Al-Qa'id, que hace referencia a «la primera de las doncellas de luto»; estas son Benetnasch o Alkaid, Mizar y Alioth, que representan «plañideras» alrededor de un féretro o ataúd.
Benetnasch o Benetnash son nombres provenientes del árabe Ka'id Banat al Na'ash, cuyo significado es «la primera de las plañideras», en alusión al mismo tema.
En la astronomía china, η Ursae Majoris es conocida como 北斗七 (‘la Séptima Estrella del Cazo del Norte’) o 搖光 (‘la Estrella de Resplandor Centelleante’).

## Características físicas

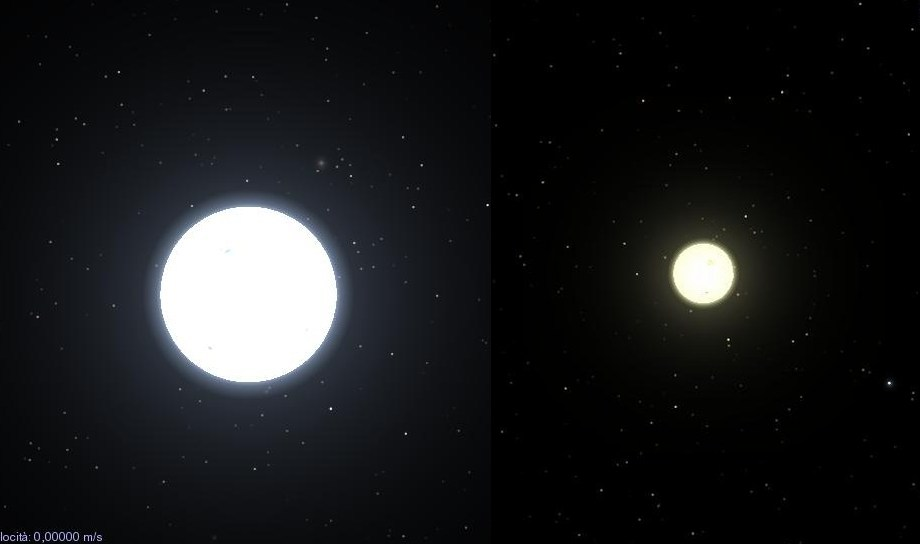
Alkaid y el Sol con el programa Celestia, a 0.23 au de distancia.

Benetnasch es una estrella blanco-azulada de secuencia principal de tipo espectral B3V con una temperatura efectiva de unos 20 000 K. Situada a poco más de 100 años luz del sistema solar, es una de las estrellas más calientes visibles a simple vista. Su temperatura está justo por debajo del límite a partir del cual las estrellas emiten una importante cantidad de rayos X como consecuencia de ondas de choque en sus vientos estelares; por ello, Benetnasch es solo una fuente débil de rayos X. Su luminosidad es más de 700 mayor que la solar y su masa equivale a unas 6 masas solares.A partir de la medida de su diámetro angular —0.832 milisegundos de arco— se puede estimar su diámetro real, 2.7 veces más grande que el del Sol.Gira sobre sí misma con una velocidad de rotación igual o superior a 144 ± 5 km/s.
A diferencia de otras estrellas brillantes de la constelación, Benetnasch no es miembro de la asociación estelar de la Osa Mayor; esta es un grupo de estrellas que se mueven por el espacio con velocidades similares y que tienen un probable origen común.